# 脆凤螺
脆凤螺（学名：Strombus fragilis）是一個海螺物种，屬於凤凰螺科的海洋腹足纲软体动物。舊屬凤凰螺属，2002年被劃歸新建立的屬Terestrombus屬。

## 形態描述
螺殼體長約25 mm至53 mm。

## 分佈
本物種分佈於太平洋中西部的琉球、新畿內亞及澳大利亞，以及南中國海海域的菲律宾、越南及中国大陆。
常栖息在潮下带。